# معاذ بن المثنى
أبو المثنى معاذ بن المثنى بن معاذ بن معاذ أبو المثنى العنبري أحد رواة الحديث النبوي.

## سيرته
ولد بن المثنى عام 208 هـ وسكن بغداد. سمع الحديث من: القعنبي، ومحمد بن كثير، ومسلم بن إبراهيم، وآخرون. وعنه حدث: أبو بكر الشافعي، وجعفر المؤدب، والطبراني، وآخرون. قال عنه الخطيب البغدادي في كتاب تاريخ بغداد: «معاذ بن المثنى بن معاذ بن معاذ بن نصر بن حسان أبو المثنى العنبري سكن بغداد وحدث بها عن محمد بن كثير العبدي ومسدد وعبد الله بن عبد الوهاب الحجبي وعبد الله بن سلمة الأفطس والقعنبي ومحمد بن عبد الله الخزاعي وشيبان بن فروخ ويحيى بن هاشم السمسار وأبي مسلم المست». وقال الذهبي في كتابه المقتنى في سرد الكنى: «معاذ بن المثنى بن معاذ عنه ابن جوصاء».

## وفاته
توفي يزيد في سنة 288 هـ.